# Синявская, Тамара Ильинична
Тама́ра Ильи́нична Синя́вская (род. 6 июля 1943, Москва, СССР) — советская и российская оперная певица (драматическое меццо-сопрано), педагог. Лауреат премии Ленинского комсомола (1980), народная артистка СССР (1982), народная артистка Азербайджана (2002).

## Биография
Родилась 6 июля 1943 года в Москве.
В шестилетнем возрасте записалась в Ансамбль песни и пляски при Дворце пионеров в танцевальную группу, но вскоре оставила обучение балетному искусству. В 1953 году снова пришла во Дворец пионеров, на этот раз заниматься пением в Ансамбле песни и пляски под руководством В. С. Локтева. После окончания средней школы поступила в Музыкальное училище при Московской консерватории (класс Л. М. Марковой, затем О. П. Померанцевой). Учёбу в училище совмещала с работой в Малом театре — пела в засценном хоре. В 1970 году окончила факультет музыкальной комедии ГИТИСа (класс Д. Б. Белявской).
После окончания училища в 1964 году выдержала конкурс в Большой театр и была зачислена в стажёрскую группу. Дебютировала на сцене театра в партии Пажа в опере Дж. Верди «Риголетто». Солистка Большого театра с 1964 по 2002 год. Последний раз вышла на сцену в партии Любаши в опере Н. А. Римского-Корсакова «Царская невеста».
В 1972 году принимала участие в спектакле Московского камерного музыкального театра под руководством Б. А. Покровского «Не только любовь» Р. К. Щедрина (партия Варвары Васильевны). Участница музыкального фестиваля «Варненское лето» (Болгария).
В 1973—1974 проходила стажировку в миланском театре «Ла Скала», где подготовила партии Кармен в одноимённой опере Ж. Бизе, Ульрики и Азучены в операх Дж. Верди «Бал-маскарад» и «Трубадур», а также партию меццо-сопрано в Реквиеме Дж. Верди.
Выступала в спектаклях оперных театров Франции, Испании, Италии, Бельгии, США, Австралии и других стран мира. Гастролировала с концертами в Японии и Южной Корее. Некоторые партии из обширного репертуара впервые были исполнены за рубежом: Лель в «Снегурочке» Н. А. Римского-Корсакова (Париж, концертное исполнение); Азучена («Трубадур») и Ульрика («Бал-маскарад») в операх Дж. Верди, а также Кармен — в Турции. В Германии и во Франции с большим успехом пела произведения Р. Вагнера, в Венской государственной опере была участницей постановки оперы «Война и мир» С. С. Прокофьева (партия Ахросимовой).
Вела обширную концертную деятельность, с сольными концертами выступала в крупнейших концертных залах России и за рубежом, в том числе в Большом зале Московской консерватории, Концертном зале имени П. И. Чайковского, Консертгебау (Амстердам). В концертном репертуаре певицы сложнейшие произведения С. С. Прокофьева, П. И. Чайковского, «Испанский цикл» М. де Фалья и других композиторов, оперные арии, романсы, произведения старых мастеров в сопровождении органа. Интересно выступала в жанре вокального дуэта с мужем М. М. Магомаевым. Плодотворно сотрудничала с Е. Ф. Светлановым, выступала со многими выдающимися дирижёрами, среди которых Р. Шайи и В. Гергиев.
С 2005 года преподаёт в ГИТИСе, с 2008 возглавляет кафедру вокального искусства.
В 1984 году была избрана депутатом Верховного совета СССР 11 созыва.

### Личная жизнь
- Первый муж — Сергей Звягин (1945—2022), артист балета Музыкального театра им. Станиславского и Немировича-Данченко, балетмейстер-постановщик, директор Московского ансамбля «Балет на льду», заслуженный артист России[6][7].
- Второй муж (с 23 ноября 1974) — Муслим Магомаев (1942—2008), эстрадный и оперный певец (баритон), композитор, народный артист СССР (1973)[8][9].

Детей нет.

## Награды и звания

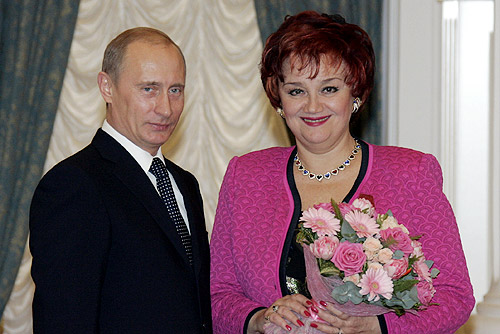
Тамара Синявская на вручении ордена «За заслуги перед Отечеством» IV степени в Кремле, 2006

Награды СССР и Российской Федерации:
- Орден Трудового Красного Знамени (1971)
- Заслуженная артистка РСФСР (24 июля 1973) — за заслуги в области советского музыкального искусства[10]
- Народная артистка РСФСР (25 мая 1976) — за большие заслуги в развитии советского музыкального и хореографического искусства и в связи с 200-летием Государственного академического Большого театра СССР[11]
- Премия Ленинского комсомола (1980) — за высокое исполнительское мастерство
- Орден «Знак Почёта» (14 ноября 1980) — за большую работу по подготовке и проведению Игр XXII Олимпиады[12]
- Народная артистка СССР (30 апреля 1982) — за большие заслуги в развитии советского музыкального искусства[13]
- Орден Почёта (22 марта 2001) — за большой вклад в развитие отечественного музыкально-театрального искусства[14]
- Орден «За заслуги перед Отечеством» IV степени (15 февраля 2006) — за большой вклад в развитие отечественного музыкального искусства и многолетнюю творческую деятельность[15]
- Премия Правительства Российской Федерации 2013 года в области культуры (23 декабря 2013) — за создание Фонда культурно-музыкального наследия Муслима Магомаева[16]
- Знак отличия «За наставничество» (24 мая 2023) — за заслуги в профессиональном становлении артистов вокального жанра и активную наставническую деятельность[17]

Другие награды, премии, поощрения и общественное признание:
- I премия IX Международного фестиваля молодёжи и студентов в Софии (Болгария, 1968)
- Гран-при и специальная премия за лучшее исполнение романса на XII Международном конкурсе вокалистов в Вервье (Бельгия, 1969)
- I премия IV Международного конкурса имени П. И. Чайковского (1970)
- Премия Московского комсомола (1970)
- Народная артистка Азербайджанской Республики (10 сентября 2002) — за заслуги в развитии оперного искусства в Азербайджане и укреплении азербайджано-российских культурных связей[18][19]
- Орден «Слава» (5 июля 2003, Азербайджан) — за заслуги в укреплении российско-азербайджанских культурных связей[20][21]
- Премия Фонда Ирины Архиповой (2004)
- Орден М. Ломоносова I степени (АБОП, 2004)
- Орден «Почётный знак Петра Великого» (2005)
- Орден «Дружба» (4 июля 2013, Азербайджан) — за заслуги в области популяризации культуры Азербайджана[22][23]
- Заслуженный деятель музыкального искусства (Международный союз музыкальных деятелей, 2016) — за особые личные заслуги в изучении, сохранении, развитии и популяризации российской художественной культуры и искусства[24]
- Орден «Честь» (5 июля 2018, Азербайджан) — за многолетнюю плодотворную деятельность в укреплении российско-азербайджанских культурных связей[25]
- Почётный диплом Президента Азербайджанской Республики (6 июля 2023, Азербайджан) — за многолетнюю плодотворную деятельность в области пропаганды азербайджанской культуры[26]
- Специальная премия «Золотая маска» в номинации «За выдающийся вклад в развитие театрального искусства» (2023)[27]

## Репертуар вБольшом театре
- Паж («Риголетто» Дж. Верди)
- Дуняша, Любаша («Царская невеста» Н. Римского-Корсакова)
- Ольга («Евгений Онегин» П. Чайковского)
- Флора («Травиата» Дж. Верди)
- Наташа, Графиня («Октябрь» В. Мурадели)
- Цыганка Матрёша, Мавра Кузьминична, Соня, Элен Безухова («Война и мир» С. Прокофьева)
- Ратмир («Руслан и Людмила» М. Глинки)
- Оберон («Сон в летнюю ночь» Б. Бриттена)
- Кончаковна («Князь Игорь» А. Бородина)
- Полина («Пиковая дама» П. Чайковского)
- Алконост («Сказание о невидимом граде Китеже и деве Февронии» Н. Римского-Корсакова)
- Кэт («Чио-Чио-сан» Дж. Пуччини)
- Фёдор («Борис Годунов» М. Мусоргского)
- Ваня («Иван Сусанин» М. Глинки)
- Жена комиссара («Неизвестный солдат» К. Молчанова)
- Комиссар («Оптимистическая трагедия» А. Холминова)
- Фрося («Семён Котко» С. Прокофьева)
- Надежда («Псковитянка» Н. Римского-Корсакова)
- Любава («Садко» Н. Римского-Корсакова)
- Марина Мнишек («Борис Годунов» М. Мусоргского)
- Мадемуазель Бланш («Игрок» С. Прокофьева) — первая исполнительница в России
- Женя Комелькова («Зори здесь тихие» К. Молчанова)
- Княгиня («Русалка» А. Даргомыжского)
- Лаура («Каменный гость» А. Даргомыжского)
- Кармен («Кармен» Ж. Бизе)
- Ульрика («Бал-маскарад» Дж. Верди)
- Марфа («Хованщина» М. Мусоргского)
- Азучена («Трубадур» Дж. Верди)
- Клавдия («Повесть о настоящем человеке» С. Прокофьева)
- Морена («Млада» Н. Римского-Корсакова)

## Дискография
Среди записей:
- «Борис Годунов» М. Мусоргского — Марина Мнишек, дирижёр А. Лазарев, Castle Vision
- «Евгений Онегин» П. Чайковского — Ольга, дирижёр М. Ростропович, Chant du Monde, 1970; дирижёр М. Эрмлер, Olympia, 1977.
- «Каменный гость» А. Даргомыжского — Лаура, дирижёр М. Эрмлер, 1977.
- «Иван Сусанин» М. Глинки — Ваня, дирижёр М. Эрмлер, 1979.
- «Неизвестный солдат» («Брестская крепость») К. Молчанова — Жена комиссара, дирижёр Б. Хайкин
- «Руслан и Людмила» М. Глинки — Ратмир, дирижёр Ю. Симонов, 1979.
- «Война и мир» С. Прокофьева — Элен Безухова, дирижёр М. Эрмлер, 1981.
- «Князь Игорь» А. Бородина — Кончаковна, дирижёр М. Эрмлер, 1986.
- «Цикл песен на стихи Марины Цветаевой» Д. Шостаковича, дирижёр М. Юровский, 1989.
- «Иван Грозный» С. Прокофьева, дирижёр М. Ростропович, 1993.
- «Еврейский цикл» Д. Шостаковича, дирижёр М. Юровский, Capriccio, 1999.

## Видеозаписи
- 1979 — «Каменный гость» А. Даргомыжского (Лаура), дирижёр М. Эрмлер, хор и оркестр Большого театра.
- 1981 — «Князь Игорь» А. Бородина (Кончаковна), режиссёры О. Моралев, А. Баранников, дирижёр М. Эрмлер.
- 1987 — «Борис Годунов» Модеста Мусоргского (Марина Мнишек), дирижёр А. Лазарев

## Фильмография
- 1964 — Голубой огонёк — 1964 (фильм-спектакль)
- 1967 — Каменный гость (фильм-опера) — Лаура (роль Л. Трембовельской)
- 1972 — Осенний концерт (короткометражный)
- 1979 — В песне жизнь моя… Александра Пахмутова (короткометражный) — песня «Прощай, любимый»
- 1979 — Иван Сусанин (фильм-спектакль)
- 1981 — Князь Игорь (фильм-опера) — Кончаковна
- 1983 — Карамболина, Карамболетта! (музыкальный фильм) — Примадонна
- 2020 — сериал «Магомаев»

## Документальные фильмы
- 1984 — «Страницы жизни Александры Пахмутовой»
- 1992 — «Меццо-сопрано из Большого» (документальный фильм, посвящённый творчеству певицы) (режиссёр Г. Бабушкин)
- «Тамара Синявская. „Свет моей любви“» («Первый канал», 2013)[28][29]
- «Сцены из жизни. Тамара Синявская» («Россия-Культура», 2013)
- «Тамара Синявская. „Созвездие любви“» («Первый канал», 2018)[30][31]

## Признание
Именем Т. Синявской — 4981 Sinyavskaya — названа одна из малых планет Солнечной системы, известная астрономам под кодом 1974 VS.